# グリーゼ570
グリーゼ570 (Gliese 570) またはHR 5568とは、太陽系からてんびん座の方角に19光年離れた位置にある三連星である。主星は太陽より小さいK型主系列星で、伴星は2つの赤色矮星からなる連星系である。またこれらの周囲を離れた軌道で公転する褐色矮星が存在する。

## 位置
グリーゼ570は天球上ではてんびん座の南西部分にあり、てんびん座α星の南西、てんびん座σ星の北西に位置している。
1990年代のヒッパルコス衛星による年周視差の観測では、グリーゼ570Aは太陽系からの距離が19光年（年周視差169ミリ秒）、B・Cは24光年（年周視差134ミリ秒）である。しかしグリーゼ570B・Cの測定値には例外的に大きい誤差が含まれており、また地上からの観測によって恒星ABCは重力的に束縛された連星系だと知られていたため、ABCは実際にはほぼ同じ距離にあると考えられている。

## 恒星
| 太陽 | グリーゼ570A |
| ---- | ------------ |
| 太陽 | Exoplanet    |

グリーゼ570の主星（グリーゼ570A）は質量が太陽の76%、半径が68%、光度が21%のK型主系列星である。0.04等級の振幅で変光するりゅう座BY型変光星で、てんびん座KX星というアルゲランダー記法による変光星名がある。主星から190AU離れた軌道にはグリーゼ570BとCがあり、2130年周期で楕円軌道を周回している。
| 太陽 | グリーゼ570B |
| ---- | ------------ |
| 太陽 | Exoplanet    |

グリーゼ570BとCは三連星系の内部で連星を構成しており、質量がそれぞれ太陽の0.58倍と0.39倍の赤色矮星である。2つの天体は共通重心を中心に軌道長半径0.9AU・軌道離心率0.76の楕円軌道を308日21時間で一周している。

## 褐色矮星
1998年、赤外線による全天サーベイ計画2MASSがグリーゼ570の付近に褐色矮星のような天体を撮影した。14ヵ月後の再観測でこの天体の固有運動がグリーゼ570と一致していることが判明し、グリーゼ570ABCの周囲を公転する天体であることが確実となった。この発見は2000年1月15日に公表された。褐色矮星はグリーゼ570D（まれにグリーゼ570d）と呼ばれ、木星の50倍の質量を持ち、三連星系から1500AU以上離れた軌道を周回している。表面温度は当時発見されていた褐色矮星の中で最も低い500℃と推定され、スペクトル型T7.5Vの褐色矮星に分類された。
これとは別に、ヒッパルコスの位置天文学的観測に基づいて、グリーゼ570Aの周りを33日周期で公転する褐色矮星が存在するかもしれないという研究が1997年に発表された。しかしその後の観測で天体の存在を示す視線速度の変化が見られなかったことから、2000年に否定された。